# Płodowy zespół trimetadionowy
Płodowy zespół trimetadionowy (ang. fetal trimethadione syndrome) – zespół wad wrodzonych związany z wewnątrzpłodową ekspozycją na leki przeciwdrgawkowe, trimetadion lub parametadion. Na fenotyp zespołu składają się upośledzenie umysłowe, zaburzenia mowy, mikrocefalia, nisko osadzone oczy, wysunięta do przodu, spłaszczona twarzoczaszka, V-kształtne brwi, krótki nos, wady serca, wady narządów płciowych, spodziectwo.